# Carex cinerascens
Espèce
Classification phylogénétique
Carex cinerascens est une espèce de plantes du genre Carex et de la famille des Cyperaceae.